# اسدآباد (آوج)
خنداب، روستایی از توابع بخش مرکزی شهرستان آوج در استان قزوین ایران است.
این روستا از شرق با روستای منصور و از غرب با روستای کامشکان همسایه میباشد."اکثر مردم این روستا ساکن تهران میباشند و در تعطیلات تابستان برای تفریح وسرکشی به باغات خود به روستا میروند"اغلب مردم این روستا و روستاهای همجوار در صنف آهن فروشی در بازارآهن تهران  مشغول هستند"

## جمعیت
این روستا در دهستان خرقان غربی قرار دارد و براساس سرشماری مرکز آمار ایران در سال ۱۳۹۵، جمعیت آن ۸۷۰ نفر (180 خانوار) بوده‌است. زبان مردم روستا ترکی آذربایجانی با لهجه قاراقانی است.

## زلزله ی 1 تیر 1381 آوج
در زلزله ی 6/6 ریشتری آوج خانه های روستا که از کاه و گل ساخته شده بودند به طور صددرصد تخریب شد و پنج نفر کشته شدند.

## طبیعت
این روستا به علت قرار گرفتن در ارتفاعات در فصول زمستان و پائیز بسیار سرد و در تابستان بسیار خنک میباشد.این روستا یکی از سرسبز ترین و پرآب ترین روستاهای منطقه میباشد.
این روستا پر از گیاهان دارویی مانند پونه وحشی  ، چای کوهی ، ریواس ، سیر کوهی ، موسیر ، گل محمدی ، گل زرد ، کتیرا ، مرزه کوهی ، آویشن ، کاکوتی و... می‌باشد

## میوه ها و محصولات
روستای خنداب به دلیل قرار داشتن در کوهپایه و منطقه ی پر آب و خوش آب و هوا میوه هایی چون سیب ، زردآلو ، گردو ، هلو ، شلیل ، انگور ، پسته ، بادام ، آلبالو ، گیلاس ، فندق ، انواع آلو ، گلابی ، به و محصولاتی چون یونجه ، گندم ، جو و کنجد میباشد.